# Ohne dich
«Ohne Dich» (с нем. — «Без тебя») — третий сингл немецкой индастриал-метал-группы Rammstein с альбома Reise, Reise и шестнадцатый в карьере группы. Был выпущен 22 ноября 2004 года и попал в чарты нескольких европейских стран, показав наилучший результат в Германии, где он достиг 12-го места.
Песня была написаны во время работы над альбомом Mutter, однако не попала в итоговый трек-лист, так как стала бы в нём третьей балладой, что, по словам участников Rammstein, было бы излишне для метал-релиза.

## История исполнения
Впервые песня «Ohne Dich» была исполнена 16 апреля 2000 года, но не была включена в трек-листы концертов Mutter-тура. Композиция исполнялась на каждом выступлении тура Ahoi. Во время тура Liebe ist für alle da не исполнялась. Исполнялась в туре Made in Germany, начиная с 2012 года. Исполнялась на первых нескольких концертах фестивального тура 2016—2019 затем была заменена песней Amerika. Вернулась на двух последних концертах фестивального тура в Мексике. Исполняется на всех концертах Stadium Tour.

## Видеоклип
Видеоклип снимался с 23 по 25 октября 2004 года в долине Каун, а также на леднике долины Питц (Тироль, Австрия). По сюжету все участники группы взбираются на гору. Тилль во время восхождения срывается и падает вниз. Друзья помогают покалеченному Тиллю взобраться на гору, где он и умирает, перед смертью окинув всю долину взором с вершины горы.

## Список композиций
1. «Ohne dich» (Album edit) — 4:31
2. «Ohne dich» (Mina Harker’s Version — Remix by Laibach) — 4:09
3. «Ohne dich» (Sacred Mix — Remix by Sven Helbig) — 4:34
4. «Ohne dich» (Schiller Mix) — 5:22
5. «Ohne dich» (Under Byen Remix) — 5:48
6. «Ohne dich» (Beta Version) — 4:23

## Российский релиз сингла
В России релиз сингла и премьера клипа на MTV Russia состоялись на полгода позже, чем в Европе, хронологически поменявшись местами с синглом «Keine Lust».

## Над синглом работали
- Тилль Линдеманн — вокал
- Рихард Круспе — соло-гитара
- Пауль Ландерс — ритм-гитара
- Оливер Ридель — бас-гитара
- Кристоф Шнайдер — ударные
- Кристиан Флаке Лоренц — клавишные

## Чарты
| Страна     | Высшая позиция | И.    |
| ---------- | -------------- | ----- |
| Австрия    | 38             | [ 2 ] |
| Германия   | 12             | [ 2 ] |
| Дания      | 17             | [ 2 ] |
| Испания    | 15             | [ 2 ] |
| Нидерланды | 30             | [ 2 ] |
| Финляндия  | 13             | [ 2 ] |
| Швейцария  | 42             | [ 2 ] |